# Industrielles Erbe
Der Begriff Industrielles Erbe steht für die breite Auseinandersetzung mit den Orten, Relikten und Prägungen durch das Industriezeitalter. Während sich Industriekultur und Industriedenkmal schon seit den 1980er Jahren etabliert haben, hat der industrielle Erbebegriff über Diskussionen und Programme zum kulturellen Erbe bzw. baukulturellem Erbe und maßgeblich durch die Einflüsse der Heritage Studies in jüngerer Zeit an Bedeutung zugenommen. Maßgeblich ist, dass der Begriff des Erbes auch die Machtfragen einschließt, die verbunden sind mit der Deutungshoheit über Geschichte, Identität und gesellschaftliche Werte.
Industrielles Erbe ist par excellence Teil lokaler und globaler Bezugssysteme, es ist Last und Chance gleichermaßen. Es erfordert wirtschaftliche und gesellschaftliche Anpassungsleistungen und bietet als kulturelles Gedächtnis der Arbeit und sozialer Gemeinschaft Raum für Erinnerung. Definition und Umgang mit dem industriellen Erbe bleibt von unterschiedlichen Interessen und Akteuren geprägt, die Konflikte miteinander ausfechten müssen.

## Begriffsverständnis
Weniger abgegrenzt von einem abgeschlossenen Zeitalter wie ein Industriedenkmal, werden geschichtliche und gegenwärtige Transformationsprozesse in den Blick genommen. Nicht nur die Stilllegung, sondern auch die Veränderung von Produktion, der Wechsel von Standorten, oder Firmenfusionen erzeugen Orte und Relikte eines industriellen Erbes. Adaption und Innovation sind Kennzeichen der geschichtlichen Entwicklung und können für den Umgang mit dem industriellen Erbe fruchtbar gemacht werden.
In den ersten Jahrzehnten des großen Strukturwandels der Nachkriegszeit, wo Produktionen vielfach raus aus den Städten zogen, wurden niedergehende industrielle Standorte und Regionen als Altlast und Abfall eben dieser Dynamiken verstanden. Abriss und darauffolge Neuentwicklung war die gängige Antwort von Planung und Politik. Erst mit dem Verständnis dieses Erbes als Chance für geschichtliche Vermittlung und Identifikationsangebote durch Museen wuchs eine Anerkennung. Industrielles Erbe bietet als kulturelles Gedächtnis der Arbeit und sozialer Gemeinschaft Raum für Erinnerung. Atmosphärisch aufgeladen zog es kreative und künstlerische Akteure und Interventionen an, temporäre Nutzungen oder Orte des Abenteuers und der Freizeit entstanden und wurden als Möglichkeitsorte des Städtischen bezeichnet. Die mit der Zeit sich entwickelnde Fauna und Flora konnten als Biotope geschützt werden und die sogenannte Industrienatur dient der Naherholung. Industrielles Erbe als räumlich-bauliche Infrastrukturen zu verstehen, die angepasst und genutzt werden können, ohne auf Abriss und Neubau zu setzen, heißt auch einen Beitrag zur Reduzierung des Klimawandels zu leisten.
Die Integration von Denkmalpflege und Stadtentwicklung ist ein wichtiger Ansatz, der es ermöglicht vielfache Orte und Relikte des Erbes zu erhalten und umzunutzen. Vielfache Beispiele, insbesondere in der Textilindustrie, zeigen gute Beispiele der Erhaltung und Entwicklung der Produktionsorte der Textilindustrie in Europa.
Nicht nur Industriedenkmäler, sondern auch Industrielle Kulturlandschaften sind mittlerweile als UNESCO-Weltkulturerbestätten anerkannt. In diesem Kontext stellt sich explizit die Frage nach Authentisierung und Authentifikation des industriellen Erbes, steht doch das Kriterium der Authentizität zentral in Weltkulturerbe-Nominierungsprozessen und Erhaltung.
Industrielles Erbe sind nicht nur die großartigen Bauten, Technik und Unternehmen, sondern der Begriff schließt auch die dunklen Facetten des Erbes ein: Zwangsarbeit und Kriegswirtschaft sowie Umweltbelastung und Zerstörung. Das industrielle Erbe ist bislang wenig verknüpft mit den zentralen Aufgaben der Verminderung des Klimawandels und Erhaltung der Biodiversität, obwohl gerade hier in der Geschichte und Gegenwart von Industrie und Produktion die Ursachen, aber auch soziale (Protest) Bewegungen und Umweltstandards verortet sind.
Die Arbeiterbewegung und Fragen nach sozialer und politischer Identität gerade auch innerhalb der Transformationsprozesse der Deindustrialisierung werden in den jüngeren Forschungen bearbeitet, vielfach am Institut für soziale Bewegungen, Bochum. Die Rolle der Frauen ist in der Industrie- und Technikgeschichte und Stadt- bzw. Regionalgeschichte unterbeleuchtet und damit auch in den Quellen, die für das Verständnis des industriellen Erbes herangezogen werden. Hier hat die Alltags- und Sozialgeschichte, gerade auch in der Betrachtung des Ruhrgebiets, wie u. a. von Dagmar Kift geleistet, einen wichtigen Weg hin zu einer umfassenden und divers geprägten Geschichtsschreibung gelegt. Die Verknüpfung zur Migrationsgeschichte und der Perspektive eingewanderter Menschen und sogenannter Gastarbeiterinnen und Gastarbeiter auf das industrielle Erbe beginnt gerade erst.